# Риу-Эспера
Риу-Эспера (порт. Rio Espera) — муниципалитет в Бразилии, входит в штат Минас-Жерайс. Составная часть мезорегиона Зона-да-Мата. Входит в экономико-статистический микрорегион Висоза. Население составляет 6558 человек на 2006 год. Занимает площадь 239,688 км². Плотность населения — 27,4 чел./км².

## История
Город основан 11 июня 1911 года.

## Статистика
- Валовой внутренний продукт на 2003 год составляет 15 808 897,00 реалов (данные: Бразильский институт географии и статистики).
- Валовой внутренний продукт на душу населения на 2003 год составляет 2347,62 реалов (данные: Бразильский институт географии и статистики).
- Индекс развития человеческого потенциала на 2000 год составляет 0,673 (данные: Программа развития ООН).